# フルン (政党)
フルン（オランダ語: Groen）は、ベルギーの政党。オランダ語（フラマン語）圏であるフランデレン地域を基盤とする環境政党（緑の党）である。党名は「緑」の意味。

## 概要
1970年代の環境保護運動 アハレフ（Agalev）を源流とする。運動名は当初「別の生活を始める」（Anders Gaan Leven）の意味だったが、政党化するにあたって「別の仕事に行き、生活し、愛する」（Anders Gaan Arbeiden, Leven, En Vrijen）との意味になった。
1981年ベルギー連邦総選挙で初めて国会入りした。その後、社会運動と区別するため1982年に独自に政党化した。1999年にはフラームス自由民主のヒー・フェルホフスタットが率いる連立政権（第1次フェルホフスタット内閣）に加わり、2名の大臣（消費者問題・公衆衛生・環境大臣、開発協力閣外大臣）を輩出した。
しかし2003年ベルギー連邦総選挙では全議席を失う結果となった。これを機に党名を「フルン!（Groen!）」に改めるなど党内改革を進め、2007年ベルギー連邦総選挙では下院である代議院では150議席のうち4議席を獲得し、上院である元老院では71議席（王族を含まない）のうち2議席を確保した。
2009年には社会自由党（Sociaal-Liberale Partij: SLP）を吸収合併した。
2010年ベルギー連邦総選挙においては代議院で5議席を獲得した。各党は連立政権をなかなか形成できず（2010～2011年のベルギー政府）、政局は混迷、ワロン系社会党のエリオ・ディルポが首相となるまで、535日を要したが、ディルポ政権には参加せず、野党となった。その後、2012年に党名から「!」を外し、現在の党名となった。
2014年ベルギー連邦総選挙では代議院で6議席を獲得した。その後の政党間協議によってシャルル・ミシェルによる連立政権（ミシェル内閣）が誕生したが、フルンはこれに加わらず、野党に留まった。
2019年ベルギー連邦総選挙では代議員で8議席を獲得した。その後の政党間協議は難航したが、選挙から16か月後にアレクサンダー・デ・クローを首班とするデ・クロー内閣が成立すると、連立与党（7党）に加わり、公共サービス・国営企業・電気通信・郵政大臣とエネルギー大臣を輩出した。
フランス語圏であるベルギー南部のワロン地域の環境政党「エコロ」とは密接な関係を保っており、代議院では統一会派を組んでいる。またヨーロッパ規模では欧州緑の党の、世界規模ではグローバルグリーンズのメンバーとなっている。

## 歴代党首
元々は党首を置いておらず、権限の弱い代表（Political Secretary）しかいなかったが、2003年の総選挙敗北後の党内改革で党首職を設置するようになった。
| 氏名 | 氏名                                                                             | 就任日         | 退任日         |
| ---- | -------------------------------------------------------------------------------- | -------------- | -------------- |
| 1    | Vera Dua                                                                         | 2003年11月15日 | 2007年11月10日 |
| 2    | Mieke Vogels                                                                     | 2007年11月10日 | 2009年10月25日 |
| 3    | Wouter Van Besien                                                                | 2009年10月25日 | 2014年11月15日 |
| 4    | メイレム・アルマジ (Meyrem_Almaci)                                               | 2014年11月15日 | 2022年6月11日  |
| 5    | ナディア・ナイ (Nadia Naji) イェレミー・ファネーックハウト (Jeremie Vaneeckhout) | 2022年6月11日  | 2024年12月19日 |
| 6    | バルト・ドント (Bart Dhondt)                                                     | 2024年12月19日 |                |